# Бучин-Шляхецький
Бучин-Шляхецький (пол. Buczyn Szlachecki) — село в Польщі, у гміні Косув-Ляцький Соколовського повіту Мазовецького воєводства.
Населення — 134 особи (2011).
У 1975-1998 роках село належало до Седлецького воєводства.

## Демографія
Демографічна структура станом на 31 березня 2011 року:
|          | Загалом | Допрацездатний вік | Працездатний вік | Постпрацездатний вік |
| -------- | ------- | ------------------ | ---------------- | -------------------- |
| Чоловіки | 61      | 15                 | 37               | 9                    |
| Жінки    | 73      | 15                 | 39               | 19                   |
| Разом    | 134     | 30                 | 76               | 28                   |